# Vesaignes-sur-Marne
Vesaignes-sur-Marne är en kommun i departementet Haute-Marne i regionen Grand Est (tidigare regionen Champagne-Ardenne) i nordöstra Frankrike. Kommunen ligger i kantonen Nogent som tillhör arrondissementet Chaumont. År 2022 hade Vesaignes-sur-Marne 103 invånare.

## Befolkningsutveckling
Antalet invånare i kommunen Vesaignes-sur-Marne
| Referens: INSEE |